# 佐洛伊格里采
佐洛伊格里采，是匈牙利佐洛州所辖的一个村，总面积7.73平方公里，总人口125，人口密度16.2人/平方公里（2010年1月1日）。